# Elecciones regionales de Campania de 2020
Las elecciones regionales de Campania de 2020 tuvieron lugar en Campania, Italia, el 20 y el 21 de septiembre de 2020. Originalmente estaban programadas para el 31 de mayo de 2020, pero fueron retrasadas debido a la pandemia de coronavirus en Italia.

## Sistema electoral
El Consejo Regional de Campania (Consiglio Regionale della Campania) está compuesto por 50 miembros, elegidos en un sistema de representación proporcional por lista de partidos. Los escaños están divididos en cinco distritos correspondientes a las provincias de la región: Avellino con 4 escaños, Benevento con 2 escaños, Caserta con 8 escaños, Nápoles con 27 escaños y Salerno con 9 escaños. Los consejeros regionales se seleccionan de listas de partidos a nivel de circunscripción, con un umbral electoral del 3%. Se reserva un escaño adicional para el presidente electo, que es el candidato que obtiene una pluralidad de votos. Se otorga una prima de gobernabilidad del 60% a la coalición ganadora.

## Antecedentes
En febrero de 2020, la dirección del Partido Democrático (PD) confirmó oficialmente que el candidato de centroizquierda a la presidencia de Campania sería el actual presidente Vincenzo De Luca.
La coalición de centroderecha eligió como candidato al expresidente Stefano Caldoro, miembro de Forza Italia (FI), luego de que se abandonaran las hipótesis de un candidato de la Liga o de Mara Carfagna (FI).
El Movimiento 5 Estrellas (M5S) descartó la idea de una coalición con la centroizquierda y propuso a su propia candidata Valeria Ciarambino. Anteriormente, el M5S había propuesto como candidato al actual ministro de Medio Ambiente, Sergio Costa.

## Partidos y candidatos
| Partido político o alianza | Partido político o alianza           | Listas constituyentes                                                 | Listas constituyentes                | Resultado previo | Resultado previo | Candidato           |
| Partido político o alianza | Partido político o alianza           | Listas constituyentes                                                 | Listas constituyentes                | Votos (%)        | Escaños          | Candidato           |
| -------------------------- | ------------------------------------ | --------------------------------------------------------------------- | ------------------------------------ | ---------------- | ---------------- | ------------------- |
|                            | Coalición de centroizquierda         |                                                                       | Partido Democrático (PD)             | 19,5             | 15               | Vincenzo De Luca    |
|                            | Coalición de centroizquierda         | De Luca Presidente                                                    | 4,9                                  | 4                |                  | Vincenzo De Luca    |
|                            | Coalición de centroizquierda         | Campania Libre (CL)                                                   | 4,8                                  | 3                |                  | Vincenzo De Luca    |
|                            | Coalición de centroizquierda         | Centro Democrático (CD)                                               | 2,8                                  | 2                |                  | Vincenzo De Luca    |
|                            | Coalición de centroizquierda         | Partido Socialista Italiano (PSI)                                     | 2,2                                  | 1                |                  | Vincenzo De Luca    |
|                            | Coalición de centroizquierda         | Europa Verde – Democracia Solidaria (EV–DemoS)                        | 1,2                                  | 1                |                  | Vincenzo De Luca    |
|                            | Coalición de centroizquierda         | De Verdad – Partido Animalista (D–PA) (incl. IiC)                     | —                                    | —                |                  | Vincenzo De Luca    |
|                            | Coalición de centroizquierda         | Más Campania en Europa (+C) (incl. PLI)                               | —                                    | —                |                  | Vincenzo De Luca    |
|                            | Coalición de centroizquierda         | Nosotros Campanianos (NC)                                             | —                                    | —                |                  | Vincenzo De Luca    |
|                            | Coalición de centroizquierda         | Hacer Democrático – Populares (FD–Pop.)                               | —                                    | —                |                  | Vincenzo De Luca    |
|                            | Coalición de centroizquierda         | Liberal Demócratas – Moderados (LD–Mod.)                              | —                                    | —                |                  | Vincenzo De Luca    |
|                            | Coalición de centroizquierda         | Demócratas y Progresistas (DeP) (incl. Art.1, RD)                     | —                                    | —                |                  | Vincenzo De Luca    |
|                            | Coalición de centroizquierda         | Italia Viva (IV)                                                      | —                                    | —                |                  | Vincenzo De Luca    |
|                            | Coalición de centroizquierda         | Por el Pueblo y la Comunidad (Per)                                    | —                                    | —                |                  | Vincenzo De Luca    |
|                            | Coalición de centroizquierda         | Partido Republicano Italiano (PRI)                                    | —                                    | —                |                  | Vincenzo De Luca    |
|                            | Coalición de centroderecha           |                                                                       | Forza Italia (FI)                    | 17,8             | 7                | Stefano Caldoro     |
|                            | Coalición de centroderecha           | Caldoro Presidente – Unión de Centro (CP–UDC) (incl. NPSI, Cambiamo!) | 9,6                                  | 4                |                  | Stefano Caldoro     |
|                            | Coalición de centroderecha           | Hermanos de Italia (FdI)                                              | 5,5                                  | 2                |                  | Stefano Caldoro     |
|                            | Coalición de centroderecha           | Liga (Lega)                                                           | —                                    | —                |                  | Stefano Caldoro     |
|                            | Coalición de centroderecha           | Alianza del Centro (AdC)                                              | —                                    | —                |                  | Stefano Caldoro     |
|                            | Coalición de centroderecha           | Identidad Meridional - Macrorregión Sud (IM–MS)                       | —                                    | —                |                  | Stefano Caldoro     |
|                            | Movimiento 5 Estrellas (M5S)         | Movimiento 5 Estrellas (M5S)                                          | Movimiento 5 Estrellas (M5S)         | 17,0             | 7                | Valeria Ciarambino  |
|                            | Terra (incl. SI, PRC, PCI, PdS, AET) | Terra (incl. SI, PRC, PCI, PdS, AET)                                  | Terra (incl. SI, PRC, PCI, PdS, AET) | 2,3              | –                | Luca Saltalamacchia |
|                            | Poder al Pueblo (PaP)                | Poder al Pueblo (PaP)                                                 | Poder al Pueblo (PaP)                | —                | —                | Giuliano Granato    |
|                            | Tercer Polo (TP)                     | Tercer Polo (TP)                                                      | Tercer Polo (TP)                     | —                | —                | Sergio Angrisano    |
|                            | Partido de los Buenos Modales        | Partido de los Buenos Modales                                         | Partido de los Buenos Modales        | —                | —                | Giuseppe Cirillo    |

## Encuestas

### Candidatos
Boca de urna
| Fecha             | Encuestadora    | Tamaño de la muestra | De Luca     | Caldoro | Ciarambino | Otros | Indecisos | Dic.  |           |           |           |   |   |      |
| ----------------- | --------------- | -------------------- | ----------- | ------- | ---------- | ----- | --------- | ----- | --------- | --------- | --------- | - | - | ---- |
| Fecha             | Encuestadora    | Tamaño de la muestra | 21 Sep 2020 | Opinio  | –          | Otros | Indecisos | Dic.  | 54,0–58,0 | 23,0–27,0 | 10,5–14,5 | – | – | 31,0 |
| 1–4 Sep 2020      | Ixè             | 1.000                | 54,4        | 26,9    | 15,0       | 3,7   | 23,7      | 17,5  |           |           |           |   |   |      |
| 29 Ago 2020       | Ipsos           | 930                  | 50,4        | 29,0    | 15,9       | 4,8   | 8,4       | 21,4  |           |           |           |   |   |      |
| 28 Aug–1 Sep 2020 | SWG             | 1.000                | 51–55       | 29–33   | 11–15      | —     | 26        | 18–26 |           |           |           |   |   |      |
| 27 Ago 2020       | Tecnè           | 2.000                | 45–49       | 33–37   | 14–18      | 2–4   | —         | 8–14  |           |           |           |   |   |      |
| 24 Ago–2 Sep 2020 | Noto            | —                    | 46–50       | 34–38   | 11–15      | 1–5   | —         | 8–14  |           |           |           |   |   |      |
| 3–4 Aug 2020      | Tecnè           | 1.000                | 44,5        | 39,0    | 15,0       | 1,5   | —         | 5,5   |           |           |           |   |   |      |
| 20–22 Jul 2020    | Winpoll         | 1.002                | 58,6        | 28,9    | 9,9        | 2,6   | 21,0      | 29,7  |           |           |           |   |   |      |
| 25–26 Jun 2020    | Winpoll Arcadia | 800                  | 65,4        | 21,9    | 10,9       | —     | —         | 43,5  |           |           |           |   |   |      |
| 24–25 Jun 2020    | Noto            | 1.000                | 45,0        | 39,0    | 13,0       | 3,0   | —         | 6,0   |           |           |           |   |   |      |
| 17–20 Dic 2019    | Winpoll Arcadia | 700                  | 39,5        | 36,7    | 23,8       | –     | —         | 2,8   |           |           |           |   |   |      |

#### Candidatos hipotéticos
| Fecha          | Encuestadora    | Tamaño de la muestra | De Luca            | Caldoro | Otro CDX | Ciarambino | Costa | Otros | Indecisos | Dif. |   |      |   |     |      |      |
| -------------- | --------------- | -------------------- | ------------------ | ------- | -------- | ---------- | ----- | ----- | --------- | ---- | - | ---- | - | --- | ---- | ---- |
| Fecha          | Encuestadora    | Tamaño de la muestra | 20 Dic–25 Dic 2019 | Index   | 1.000    | 36,0       | 47,0  | Otros | Indecisos | Dif. | — | 15,0 | — | 2,0 | 27,2 | 11,0 |
| 35,0           | —               | 49.0                 | 20 Dic–25 Dic 2019 | Index   | 1.000    | 14,0       | —     | 2,0   | 25,9      | 14,0 |   |      |   |     |      |      |
| 12–15 Nov 2019 | Noto            | 1.000                | 34,0               | 42,0    | —        | —          | 20,0  | 4,0   | 30,0      | 8,0  |   |      |   |     |      |      |
| 12–15 Nov 2019 | Noto            | 1.000                | 32,0               | —       | 44.0     | —          | 22,0  | 2,0   | 25,8      | 12,0 |   |      |   |     |      |      |
| 12–15 Nov 2019 | Noto            | 1.000                | 34,0               | —       | 42,0     | —          | 20,0  | 2,0   | 26,8      | 8,0  |   |      |   |     |      |      |
| 27 Sep 2019    | Winpoll Arcadia | –                    | 37,0               | —       | 20,4     | 5,2        | 7,9   | 33,0  | —         | 8,5  |   |      |   |     |      |      |

1. 1 2  Mara Carfagna
2. ↑  Esta encuesta fue encargada por un partido político.
3. ↑  Clemente Mastella
4. ↑  Carfagna 16,9% y Edmondo Cirielli 4,5%.
5. ↑  De Magistris, 28,5%

### Partidos
| Fecha                 | Encuestadora    | Tamaño de la muestra | Centroizquierda | Centroizquierda | Centroizquierda | Centroizquierda | Centroizquierda | Centroizquierda | Centroizquierda | M5S       | Centroderecha | Centroderecha | Centroderecha | Centroderecha | Otros   | Indecisos | Dif.     |      |     |     |     |     |     |      |     |
| Fecha                 | Encuestadora    | Tamaño de la muestra | PD              | IV              | EV              | DeP             | +E              | DL              | Otro            | M5S       | FI            | Lega          | FdI           | Other         | Otros   | Indecisos | Dif.     |      |     |     |     |     |     |      |     |
| --------------------- | --------------- | -------------------- | --------------- | --------------- | --------------- | --------------- | --------------- | --------------- | --------------- | --------- | ------------- | ------------- | ------------- | ------------- | ------- | --------- | -------- | ---- | --- | --- | --- | --- | --- | ---- | --- |
| Fecha                 | Encuestadora    | Tamaño de la muestra | 1–4 Sep 2020    | Ixè             | 1.000           | 20,6            | 1,5             | —               | Otro            | —         | —             | 17,3          | 7,1           | Other         | Otros   | Indecisos | Dif.     | 19,4 | 8,8 | 8,6 | 7,8 | 6,2 | 2,7 | 26,3 | 1,2 |
| 29 Ago 2020           | Ipsos           | 930                  | 19,2            | 12,0            | 12,0            | 12,0            | 12,0            | 12,2            | 4,1             | 17,2      | 14,0          | 3,3           | 10,2          | 1,0           | 2,7     | 14,5      | 2,0      |      |     |     |     |     |     |      |     |
| 28 Ago–1 Sep 2020     | SWG             | 1.000                | 18,5–20,5       | 1,5–2,5         | 1,0–2,0         | 1,0–2,0         | 1,0–2,0         | 17,0–19,0       | —               | 13,0–15,0 | 5,5–7,5       | 9,5–11,5      | 7,5–9,5       | —             | 1,0–2,0 | 29,0      | -0,5–3,5 |      |     |     |     |     |     |      |     |
| 20–22 Jul 2020        | Winpoll         | 1.002                | 15,0            | 1,9             | 0,9             | 0,8             | 1,3             | 17,2            | 7,7             | 17,0      | 6,0           | 14,4          | 14,9          | 0,7           | 1,4     | —         | 0,2      |      |     |     |     |     |     |      |     |
| 25–26 Jun 2020        | Winpoll Arcadia | 800                  | 21,3            | 0,9             | 1,2             | 1,1             | —               | —               | 20,6            | 21,7      | 8,2           | 10,7          | 10,5          | 2,7           | 1,1     | —         | 0,4      |      |     |     |     |     |     |      |     |
| 29–30 de mayo de 2020 | Tecnè           | 1.000                | 21,7            | 2,4             | 0,9             | 2,7             | 2,3             | —               | 1,7             | 24,3      | 14,1          | 15,3          | 12,4          | —             | 2,2     | —         | 2,6      |      |     |     |     |     |     |      |     |
| 17–20 Dic 2019        | Winpoll Arcadia | 700                  | 22,7            | 2,5             | 2,1             | 2,6             | 2,4             | —               | 1,2             | 26,2      | 9,7           | 18,8          | 8,8           | —             | 3,0     | —         | 3,5      |      |     |     |     |     |     |      |     |
| 30 Nov–2 Dic 2019     | Index           | 1.000                | 16,0            | 3,0             | 2,0             | —               | —               | 5,0             | 8,0             | 15,0      | 14,0          | 17,0          | 11,0          | 4,0           | 5,0     | 17,2      | 1,0      |      |     |     |     |     |     |      |     |
| 12–15 Nov 2019        | Noto            | 1.000                | 22,0            | 3,0             | 2,0             | 2,0             | —               | —               | 3,0             | 18,0      | 16,0          | 13,0          | 10,0          | 3,0           | 8,0     | 28,0      | 4,0      |      |     |     |     |     |     |      |     |

1. ↑  Esta encuesta fue encargada por un partido político.

## Resultados

Partido más votado por comune

Candidato a presidente más votado por comune

La elección dio la victoria al candidato de centroizquierda y presidente en ejercicio de Campania, Vincenzo De Luca, quien obtuvo casi el 69,5% de los votos con más del 45% de ventaja sobre el candidato de centroderecha Stefano Caldoro. La candidata del Movimiento 5 Estrellas, Valeria Ciarambino, llegó tercera con menos del 10% de los votos.
El Partido Democrático fue el primer partido por número de votos, con el 16,9% de las preferencias, seguido de la lista de De Luca y del Movimiento 5 Estrellas.
|                                              |                                    |           |        |         |                                         |                               |           |        |         |  |
| Candidatos                                   | Candidatos                         | Votos     | %      | Escaños | Partidos                                | Partidos                      | Votos     | %      | Escaños |  |
|                                              | Vincenzo De Luca                   | 1.789.017 | 69,48  | 1       |                                         | Partido Democrático           | 398.490   | 16,90  | 8       |  |
|                                              | Vincenzo De Luca                   | 1.789.017 | 69,48  | 1       | De Luca Presidente                      | 313.666                       | 13,30     | 6      |         |  |
|                                              | Vincenzo De Luca                   | 1.789.017 | 69,48  | 1       | Italia Viva                             | 173.870                       | 7,37      | 4      |         |  |
|                                              | Vincenzo De Luca                   | 1.789.017 | 69,48  | 1       | Campania Libre                          | 122.367                       | 5,19      | 2      |         |  |
|                                              | Vincenzo De Luca                   | 1.789.017 | 69,48  | 1       | Hacer Democrático – Populares           | 104.857                       | 4,45      | 2      |         |  |
|                                              | Vincenzo De Luca                   | 1.789.017 | 69,48  | 1       | Nosotros Campanianos                    | 102.652                       | 4,35      | 2      |         |  |
|                                              | Vincenzo De Luca                   | 1.789.017 | 69,48  | 1       | Liberal Demócratas – Moderados          | 84.769                        | 3,60      | 2      |         |  |
|                                              | Vincenzo De Luca                   | 1.789.017 | 69,48  | 1       | Centro Democrático                      | 76.141                        | 3,23      | 2      |         |  |
|                                              | Vincenzo De Luca                   | 1.789.017 | 69,48  | 1       | Partido Socialista Italiano             | 60.100                        | 2,55      | 1      |         |  |
|                                              | Vincenzo De Luca                   | 1.789.017 | 69,48  | 1       | Más Campania en Europa                  | 45.500                        | 1,93      | 1      |         |  |
|                                              | Vincenzo De Luca                   | 1.789.017 | 69,48  | 1       | Europa Verde – Democracia Solidaria     | 42.996                        | 1,82      | 1      |         |  |
|                                              | Vincenzo De Luca                   | 1.789.017 | 69,48  | 1       | De Verdad – Partido Animalista          | 33.681                        | 1,43      | 1      |         |  |
|                                              | Vincenzo De Luca                   | 1.789.017 | 69,48  | 1       | Por el Pueblo y la Comunidad            | 26.452                        | 1,12      | –      |         |  |
|                                              | Vincenzo De Luca                   | 1.789.017 | 69,48  | 1       | Demócratas y Progresistas               | 25.254                        | 1,07      | –      |         |  |
|                                              | Vincenzo De Luca                   | 1.789.017 | 69,48  | 1       | Partido Republicano Italiano            | 5.745                         | 0,24      | –      |         |  |
| Total                                        | Total                              | 1.789.017 | 69,48  | 1       | 1.616.540                               | 68,57                         | 32        |        |         |  |
|                                              | Stefano Caldoro                    | 464.921   | 18,06  | 1       |                                         | Hermanos de Italia            | 140.918   | 5,98   | 4       |  |
|                                              | Stefano Caldoro                    | 464.921   | 18,06  | 1       | Lega Salvini Campania                   | 133.152                       | 5,65      | 3      |         |  |
|                                              | Stefano Caldoro                    | 464.921   | 18,06  | 1       | Forza Italia                            | 121.695                       | 5,16      | 2      |         |  |
|                                              | Stefano Caldoro                    | 464.921   | 18,06  | 1       | Unión de Centro                         | 45.326                        | 1,92      | 1      |         |  |
|                                              | Stefano Caldoro                    | 464.921   | 18,06  | 1       | Alianza del Centro                      | 6.432                         | 0,27      | –      |         |  |
|                                              | Stefano Caldoro                    | 464.921   | 18,06  | 1       | Identidad Meridional - Macrorregión Sud | 3.333                         | 0,14      | –      |         |  |
| Total                                        | Total                              | 464.921   | 18,06  | 1       | 450.856                                 | 19,12                         | 10        |        |         |  |
|                                              | Valeria Ciarambino                 | 255.714   | 9,93   | –       |                                         | Movimiento 5 Estrellas        | 233.974   | 9,92   | 7       |  |
|                                              | Giuliano Granato                   | 30.955    | 1,20   | –       |                                         | Poder al Pueblo               | 26.711    | 1,13   | –       |  |
|                                              | Luca Saltalamacchia                | 27.475    | 1,07   | –       |                                         | Terra                         | 25.125    | 1,07   | –       |  |
|                                              | Sergio Angrisano                   | 4.028     | 0,16   | –       |                                         | Tercer Polo                   | 3.056     | 0,13   | –       |  |
|                                              | Giuseppe Cirillo                   | 2.608     | 0,10   | –       |                                         | Partido de los Buenos Modales | 1.348     | 0,06   | –       |  |
|                                              |                                    |           |        |         |                                         |                               |           |        |         |  |
| Votos en blanco y nulos                      | Votos en blanco y nulos            | 199.386   | 7,19   |         |                                         |                               |           |        |         |  |
| Total candidatos                             | Total candidatos                   | 2.574.718 | 100,00 | 2       | Total partidos                          | Total partidos                | 2.357.610 | 100,00 | 49      |  |
| Votantes registrados/participación           | Votantes registrados/participación | 4.996.921 | 55,52  |         |                                         |                               |           |        |         |  |
| Fuente: Ministerio del Interior – Resultados |                                    |           |        |         |                                         |                               |           |        |         |  |

| \| Voto popular \| Voto popular \| Voto popular \| Voto popular \| Voto popular \| \| --------------- \| --------------- \| ------------ \| ------------ \| ------------ \| \| \| \| \| \| \| \| PD \| PD \| \| 16.90 % \| 16.90 % \| \| De Luca \| De Luca \| \| 13.30 % \| 13.30 % \| \| M5S \| M5S \| \| 9.92 % \| 9.92 % \| \| IV \| IV \| \| 7.37 % \| 7.37 % \| \| FdI \| FdI \| \| 5.98 % \| 5.98 % \| \| Lega \| Lega \| \| 5.65 % \| 5.65 % \| \| CL \| CL \| \| 5.19 % \| 5.19 % \| \| FI \| FI \| \| 5.16 % \| 5.16 % \| \| FD–Pop. \| FD–Pop. \| \| 4.45 % \| 4.45 % \| \| NC \| NC \| \| 4.35 % \| 4.35 % \| \| LD–Mod. \| LD–Mod. \| \| 3.60 % \| 3.60 % \| \| CD \| CD \| \| 3.23 % \| 3.23 % \| \| PSI \| PSI \| \| 2.55 % \| 2.55 % \| \| +C \| +C \| \| 1.93 % \| 1.93 % \| \| UdC \| UdC \| \| 1.92 % \| 1.92 % \| \| EV–DemoS \| EV–DemoS \| \| 1.82 % \| 1.82 % \| \| D–PA \| D–PA \| \| 1.43 % \| 1.43 % \| \| Poder al Pueblo \| Poder al Pueblo \| \| 1.13 % \| 1.13 % \| \| Per \| Per \| \| 1.12 % \| 1.12 % \| \| DeP \| DeP \| \| 1.07 % \| 1.07 % \| \| Terra \| Terra \| \| 1.07 % \| 1.07 % \| \| Otros \| Otros \| \| 0.84 % \| 0.84 % \| |                 |  |         |         |
| Voto popular |                 |  |         |         |
| |                 |  |         |         |
| PD | PD              |  | 16.90 % | 16.90 % |
| De Luca | De Luca         |  | 13.30 % | 13.30 % |
| M5S | M5S             |  | 9.92 %  | 9.92 %  |
| IV | IV              |  | 7.37 %  | 7.37 %  |
| FdI | FdI             |  | 5.98 %  | 5.98 %  |
| Lega | Lega            |  | 5.65 %  | 5.65 %  |
| CL | CL              |  | 5.19 %  | 5.19 %  |
| FI | FI              |  | 5.16 %  | 5.16 %  |
| FD–Pop. | FD–Pop.         |  | 4.45 %  | 4.45 %  |
| NC | NC              |  | 4.35 %  | 4.35 %  |
| LD–Mod. | LD–Mod.         |  | 3.60 %  | 3.60 %  |
| CD | CD              |  | 3.23 %  | 3.23 %  |
| PSI | PSI             |  | 2.55 %  | 2.55 %  |
| +C | +C              |  | 1.93 %  | 1.93 %  |
| UdC | UdC             |  | 1.92 %  | 1.92 %  |
| EV–DemoS | EV–DemoS        |  | 1.82 %  | 1.82 %  |
| D–PA | D–PA            |  | 1.43 %  | 1.43 %  |
| Poder al Pueblo | Poder al Pueblo |  | 1.13 %  | 1.13 %  |
| Per | Per             |  | 1.12 %  | 1.12 %  |
| DeP | DeP             |  | 1.07 %  | 1.07 %  |
| Terra | Terra           |  | 1.07 %  | 1.07 %  |
| Otros | Otros           |  | 0.84 %  | 0.84 %  |

| \| Presidente \| Presidente \| Presidente \| Presidente \| Presidente \| \| -------------- \| -------------- \| ---------- \| ---------- \| ---------- \| \| \| \| \| \| \| \| De Luca \| De Luca \| \| 69.48 % \| 69.48 % \| \| Caldoro \| Caldoro \| \| 18.06 % \| 18.06 % \| \| Ciarambino \| Ciarambino \| \| 9.93 % \| 9.93 % \| \| Granato \| Granato \| \| 1.20 % \| 1.20 % \| \| Saltalamacchia \| Saltalamacchia \| \| 1.07 % \| 1.07 % \| \| Angrisano \| Angrisano \| \| 0.16 % \| 0.16 % \| \| Cirillo \| Cirillo \| \| 0.10 % \| 0.10 % \| |                |  |         |         |
| Presidente |                |  |         |         |
| |                |  |         |         |
| De Luca | De Luca        |  | 69.48 % | 69.48 % |
| Caldoro | Caldoro        |  | 18.06 % | 18.06 % |
| Ciarambino | Ciarambino     |  | 9.93 %  | 9.93 %  |
| Granato | Granato        |  | 1.20 %  | 1.20 %  |
| Saltalamacchia | Saltalamacchia |  | 1.07 %  | 1.07 %  |
| Angrisano | Angrisano      |  | 0.16 %  | 0.16 %  |
| Cirillo | Cirillo        |  | 0.10 %  | 0.10 %  |

| \| Porcentaje de escaños \| Porcentaje de escaños \| Porcentaje de escaños \| Porcentaje de escaños \| Porcentaje de escaños \| \| --------------------- \| --------------------- \| --------------------- \| --------------------- \| --------------------- \| \| \| \| \| \| \| \| Centroizquierda \| Centroizquierda \| \| 64.71 % \| 64.71 % \| \| Centroderecha \| Centroderecha \| \| 21.57 % \| 21.57 % \| \| M5S \| M5S \| \| 13.72 % \| 13.72 % \| |                 |  |         |         |
| Porcentaje de escaños |                 |  |         |         |
| |                 |  |         |         |
| Centroizquierda | Centroizquierda |  | 64.71 % | 64.71 % |
| Centroderecha | Centroderecha   |  | 21.57 % | 21.57 % |
| M5S | M5S             |  | 13.72 % | 13.72 % |

### Participación
| Región | Hora       | Hora       | Hora       | Hora     |
| Región | Domingo 20 | Domingo 20 | Domingo 20 | Lunes 21 |
| Región | 12:00      | 19:00      | 23:00      | 15:00    |
| --- | ---------- | ---------- | ---------- | -------- |
| Campania | 11,32%     | 26,52%     | 38,92%     | 55,48%   |
| Provincia | Hora       | Hora       | Hora       | Hora     |
| Provincia | Domingo 20 | Domingo 20 | Domingo 20 | Lunes 21 |
| Provincia | 12:00      | 19:00      | 23:00      | 15:00    |
| Avellino | 9,55%      | 24,95%     | 37,01%     | 51,85%   |
| Benevento | 10,06%     | 24,80%     | 36,22%     | 51,69%   |
| Caserta | 11,21%     | 27,00%     | 40,20%     | 57,53%   |
| Nápoles | 11,84%     | 26,78%     | 38,86%     | 55,32%   |
| Salerno | 11,24%     | 26,67%     | 39,62%     | 56,92%   |
| Fuente: Ministerio del Interior – Participación (enlace roto disponible en Internet Archive; véase el historial, la primera versión y la última). |            |            |            |          |

### Consejeros electos
| Circunscripción       | Partido | Partido  | Miembro                     |
| --------------------- | ------- | -------- | --------------------------- |
| Campania (en general) |         | PD       | Vincenzo De Luca            |
| Campania (en general) |         | FI       | Stefano Caldoro             |
| Nápoles               |         | PD       | Mario Casillo               |
| Nápoles               |         | PD       | Loredana Raia               |
| Nápoles               |         | PD       | Carmela Fiola               |
| Nápoles               |         | PD       | Massimiliano Manfredi       |
| Nápoles               |         | DLP      | Vittoria Lettieri           |
| Nápoles               |         | DLP      | Lucia Fortini               |
| Nápoles               |         | DLP      | Carmine Mocerino            |
| Nápoles               |         | DLP      | Paola Raia                  |
| Nápoles               |         | M5S      | Valeria Ciarambino          |
| Nápoles               |         | M5S      | Gennaro Saiello             |
| Nápoles               |         | M5S      | Maria Muscarà               |
| Nápoles               |         | M5S      | Luigi Cirillo               |
| Nápoles               |         | FdI      | Michele Schiano di Visconti |
| Nápoles               |         | FdI      | Marco Nonno                 |
| Nápoles               |         | LD–Mod   | Giuseppe Sommese            |
| Nápoles               |         | LD–Mod   | Pasquale Di Fenza           |
| Nápoles               |         | CD       | Giovanni Mensorio           |
| Nápoles               |         | CD       | Raffaele Maria Pisacane     |
| Nápoles               |         | IV       | Francesco Iovino            |
| Nápoles               |         | Lega     | Severino Nappi              |
| Nápoles               |         | CL       | Giovanni Porcelli           |
| Nápoles               |         | FI       | Anna Rita Patriarca         |
| Nápoles               |         | FD–Pop   | Felice Di Maiolo            |
| Nápoles               |         | +Eu      | Fulvio Frezza               |
| Nápoles               |         | EV–DemoS | Francesco Emilio Borrelli   |
| Nápoles               |         | UdC      | Gennaro Cinque              |

| Circunscripción | Partido | Partido | Miembro             |
| --------------- | ------- | ------- | ------------------- |
| Salerno         |         | PD      | Francesco Picarone  |
| Salerno         |         | DLP     | Luca Cascone        |
| Salerno         |         | M5S     | Michele Cammarano   |
| Salerno         |         | IV      | Tommaso Pellegrino  |
| Salerno         |         | FdI     | Nunzio Carpentieri  |
| Salerno         |         | Lega    | Attilio Pierro      |
| Salerno         |         | CL      | Giovanni Savastano  |
| Salerno         |         | FD–Pop  | Corrado Matera      |
| Salerno         |         | PSI     | Andrea Volpe        |
| Caserta         |         | PD      | Gennaro Oliviero    |
| Caserta         |         | DLP     | Giovanni Zannini    |
| Caserta         |         | M5S     | Salvatore Aversano  |
| Caserta         |         | IV      | Vincenzo Santangelo |
| Caserta         |         | FdI     | Alfonso Piscitelli  |
| Caserta         |         | Lega    | Gianpiero Zinzi     |
| Caserta         |         | FI      | Massimo Grimaldi    |
| Caserta         |         | NC      | Luigia Maria Iodice |
| Avellino        |         | PD      | Maurizio Petracca   |
| Avellino        |         | M5S     | Vincenzo Ciampi     |
| Avellino        |         | IV      | Vincenzo Alaia      |
| Avellino        |         | D–PA    | Livio Petitto       |
| Benevento       |         | PD      | Erasmo Mortaruolo   |
| Benevento       |         | NC      | Luigi Abbate        |

1. ↑  Como Presidente electo de la Región.
2. ↑  Como segundo candidato más votado a la Presidencia de la Región.